# Juan Diéguez Olaverri
Juan Diéguez Olaverri (Huehuetenango, 26 de noviembre de 1813 - Ciudad de Guatemala, 28 de junio de 1866) fue un poeta y jurisconsulto guatemalteco. Su obra está integrada por 54 poemas originales.

## Biografía
Estudió en el Colegio Seminario y posteriormente ingresó a la Universidad de San Carlos y a la Academia de Estudios, en donde obtuvo su licenciatura en leyes en 1836. También estudió Filosofía y Humanidades. Sus padres fueron José Domingo Diéguez, abogado y literato cuya calidad firmó el acta de independencia del Reino de Guatemala en 1821, y María Josefa de Olaverri y Lara. Fue nombrado juez de primera instancia en el Departamento de Sacatepéquez y en 1844 ocupó igual cargo en la capital.
Fue exiliado a México por el gobierno de Rafael Carrera por circunstancias relacionadas con un atentado contra el presidente Carrera. Se radicó en Chiapas, donde contrajo matrimonio con Dominga Almendáriz. Sintiendo en este exilio gran amor por su patria escribió su más famoso poema A los Cuchumatanes donde evoca a su patria y los más bellos paisajes de Huehuetenango. Este canto a los Chuchumatanes es muy recordado en Guatemala, motivo por el cual un mirador de este departamento lleva su nombre y se puede leer el poema transcrito en su totalidad.
Tradujo a Jean de La Fontaine y a Víctor Hugo. Conoció a Publio Ovidio Nasón y a Quinto Horacio Flaco en su propio idioma. Imitó a Víctor Hugo en El cerezo en flor.

## Obras
- A la Memoria del retratista Don Francisco Cabrera
- Treinta y Nueve Años
- A mi Hermano Manuel
- A mi Hija María muerta al nacer
- Oda a la Independencia
- La Lucernita y el Sapo
- El Verano de Guatemala
- Chinautla
- El Cuento de Juanita
- A los Cuchumatanes
- Una señorita si en su cumpleaños
- A una cinta
- Con un jazmín
- A una amiga de la Antigua
- El amante de la naturaleza
- Las tardes de Abril
- En el bosque
- La garza